# Nogales (Arizona)
Nogales város az USA Arizona államában. Lakosainak száma 19 770 fő (2020. április 1.).
Az USA déli határán található, szomszédos a mexikói Heroica Nogalesszel.

## Népesség
A település népességének változása:

| 2010 | 20 837 |
| 2020 | 19 770 |